# Liste des députés de la Communauté française de Belgique (1995-1999)
Le parlement de la Communauté française de Belgique élu en 1995 comptait 94 députés : 
- 75 députés élus au suffrage universel direct
- 19 députés élus par les députés francophones du Parlement bruxellois en leur sein ().

Dix députés sont délégués au sénat comme sénateur de communauté ().
Les députés ayant prêté serment en allemand sont remplacés par leur suppléants respectifs.

## Bureau
- Anne-Marie Corbisier-Hagon (PSC), présidente
- Jean-Marie Léonard (15.4.1997) remplace Yvon Biefnot (PS), vice-président
- Pierre Hazette (PRL-FDF), vice-président
- Jean-Pierre Perdieu (PS), vice-président
- André Damseaux (20.10.1998) remplace Étienne Knoops (PRL-FDF), secrétaire
- Sfia Bouarfa (1997) remplace Françoise Dupuis (PS), secrétaire
- Nicole Maréchal (Ecolo), secrétaire
- Didier van Eyll (PRL-FDF), secrétaire
- Georges Sénéca (PSC), secrétaire

## Partis représentés

### Parti socialiste(35)
1. Maurice Bayenet
2. Richard Biefnot
3. Maurice Bodson (4.08.1995) remplace Willy Taminiaux
4. Sfia Bouarfa
5. Willy Burgeon
6. Jacques Chabot (19.5.1998) remplace  Henry Mouton
7. Michel Deffet (4.08.1995) remplace Jean-Maurice Dehousse
8. Freddy Deghilage
9. Maurice Dehu
10. Nicole Docq (8.11.1995) remplace Gérard Jaumain (+) (4.08.1995) remplace Bernard Anselme
11. Didier Donfut
12. Christian Dupont
13. Françoise Dupuis
14. Paul Ficheroulle (4.08.1995) remplace Jean-Claude Van Cauwenberghe
15. Sylvie Foucart (4.08.1995) remplace Charles Picqué
16. Gil Gilles
17. Gustave Hofman
18. Robert Hotyat
19. [1]Jean-François Istasse (3.07.1995) remplace Yvan Ylieff
20. Jean-Marie Léonard, chef de groupe
21. Léon Malisoux
22. Christian Massy
23. Guy Mathot
24. Marc Melin (4.08.1995) remplace Robert Collignon
25. Jean Namotte
26. Jean-Pierre Perdieu
27. Francis Poty
28. Anne-Marie Salmon-Verbayst
29. Jacques Santkin
30. Guy Spitaels
31. Éric Tomas
32. Micheline Toussaint-Richardeau
33. Jean-Paul Vancrombruggen
34. Léon Walry
35. Maggy Yerna

### PRL-FDF(28)
1. Éric André
2. Chantal Bertouille
3. Françoise Carton de Wiart (12.03.1996) remplace Didier Gosuin
4. Olivier Chastel (10.1998) remplace Étienne Knoops
5. André Damseaux
6. Jean-Pierre Dardenne
7. Arnaud Decléty
8. Armand De Decker
9. Willem Draps
10. Daniel Ducarme, chef de groupe
11. Michel Foret
12. Hervé Hasquin
13. [2] Pierre Hazette
14. Raymond Hinnekens
15. Joseph Houssa
16. Serge Kubla
17. Gérard Mathieu
18. Marcel Neven
19. Martine Payfa
20. Caroline Persoons remplace Bernard Clerfayt
21. Guy Pierard
22. Guy Saulmont
23. Annie Servais-Thysen (8.11.1995) remplace  Philippe Monfils
24. Jean-Marie Séverin
25. Marie-Laure Stengers
26. Didier van Eyll
27. Jean-Paul Wahl
28. Raymond Willems remplace (16.01.1997) Charles Aubecq

### PSC(18)
1. André Antoine, chef de groupe
2. Michel Barbeaux (4.08.1995) remplace Michel Lebrun
3. André Bouchat (4.08.1995) remplace Guy Lutgen
4. Philippe Charlier
5. Dominique Cogels-Le Grelle
6. Anne-Marie Corbisier-Hagon
7. Jacques Étienne
8. Anne-Michèle Hannon (4.08.1995) remplace Jean-Pierre Grafé
9. Dominique Harmel
10. Ghislain Hiance
11. Guy Hollogne
12. Albert Liénard
13. Pierre Scharff
14. Georges Sénéca
15. Cyrille Tahay
16. René Thissen
17. Magdeleine Willame-Boonen
18. Pierre Wintgens

### Ecolo(10)
1. Bernard Baille
2. Marcel Cheron, chef de groupe
3. José Daras
4. Xavier Desgain
5. André Drouart
6. Daniel Marchant
7. Nicole Maréchal
8. Marie Nagy
9. Daniel Smeets
10. Jean-Paul Snappe

### Front national(1)
1. Alain Sadaune

### PCN(1)
1. Jacques Hubert (élu ex-FN)

### Indépendant (1)
1. Philippe Rozenberg (élu ex-FN)

## Commissions
- Commission de l'Éducation
- Commission de l'Enseignement supérieur et de la Recherche scientifique
- Commission de la Culture, de l'Audiovisuel, de l'Aide à la Press et du Cinéma
- Commission de la Santé, des Matières sociales, des Sports et de l'Aide à la Jeunesse
- Commission des Finances, du Budget, des Affaires générales, de l'Organisation de l'Assemblée, du Règlement et de la Comptabilité
- Commission des Relations internationales

- Commission de coopération avec les Communautés
- Commission de coopération avec les Régions
- Commission de coopération et de Concertation avec l'Assemblée de la Commission communautaire française de Bruxelles